# Elvis Patterson
(en) Statistiques sur pro-football-reference
Elvis Vernell Patterson (né le 21 octobre 1960 à Bryan) est un joueur américain de football américain évoluant aux postes de cornerback et de safety.

## Enfance
Patterson fait ses études à la Jack Yates High School de Houston.

## Carrière

### Université
Étudiant à l'université du Kansas, il joue pour l'équipe de football américain des Jayhawks de 1980 à 1983. Patterson commence comme linebacker avant de basculer au poste de defensive end et de terminer comme cornerback pour sa dernière année universitaire.

### Professionnel
Elvis Patterson n'est sélectionné par aucune équipe lors de la draft 1984 de la NFL mais, par contre, est choisi par les Bulls de Jacksonville lors de la draft de l'United States Football League mais il n'accepte pas la proposition. Il s'engage comme agent libre non drafté avec les Giants de New York  et apparaît avant-tout avec l'équipe spéciale. Lors de son passage, il reçoit le surnom de Toast de la part de son entraîneur Bill Parcells parlant de Patterson comme quelqu'un de « complètement brûlé » et de facilement contourné par les receveurs. En 1985, il est placé comme titulaire sur le poste de cornerback gauche en lieu et place de Mark Haynes et doit faire face au scepticisme de ses coéquipiers et retombe sur le banc en 1986 ne jouant que sept matchs comme titulaire dans une saison où les Giants remportent le Super Bowl XXI.
En 1987, le récent champion signe avec les Chargers de San Diego et se refait une santé lors d'un match contre les Raiders de Los Angeles où il intercepte une passe de Vince Evans et la retourne en touchdown de soixante-quinze yards offrant une victoire 23-17 à son équipe. Ces performances lui ouvrent les portes d'un poste de titulaire sur la saison 1987 mais il n'enchaîne pas et fait ensuite deux saisons irrégulières. Patterson s'engage avec les Raiders en 1990 et reçoit le surnom de Ghost (Fantôme) du fait de l'efficacité de son travail en équipe spéciale, se considérant comme un joueur invisible et qu'on ne voit pas arriver lorsqu'il faut faire le plaquage ou l'action juste,. En quatre ans, il joue cinquante matchs dont un comme titulaire et récupère trois fumbles adverses, en retournant un pour un touchdown.
Le cornerback quitte les Raiders lors de la saison 1993, échangé avec un tour de draft aux Cowboys de Dallas contre deux autres tours, et gagne son deuxième Super Bowl, le XXVIII, malgré un statut de remplaçant.